# Oliveiros
Oliveiros (em francês Olivier, em italiano Oliviero) é um personagem de ficção da literatura medieval francesa, retratado nas canções de gesta como um dos paladinos do imperador franco Carlos Magno.
O personagem aparece pela primeira vez no poema épico A Canção de Rolando, escrito em francês antigo no início do século XI. Nesta obra, Oliveiros é o melhor amigo de Rolando, sobrinho de Carlos Magno. A irmã de Oliveiros, Auda, é a prometida de Rolando. No poema, a retaguarda do exército de Carlos Magno é atacada nos Pirenéus por forças muçulmanas. Na batalha morrem Rolando, Oliveiros e todos os pares da França. Esta batalha é baseada num evento real ocorrido em 778 que entrou na história como a Batalha de Roncesvales.
Oliveiros é um personagem importante também na canção de gesta Ferrabrás, escrita no século XII. Nesta obra, Oliveiros combate, vence e converte ao Cristianismo o gigante sarraceno Ferrabrás, que a partir deste ponto passa a ajudar Carlos Magno.
Ferrabrás foi uma canção de gesta muito influente na Idade Média e mesmo depois. Uma versão em português inspirada na obra foi escrita por Jerónimo Moreira de Carvalho em 1728 sob o título de História do Imperador Carlos Magno e dos Doze Pares da França. Esta e outras continuações publicadas no século XVIII tiveram grande aceitação tanto no Brasil como em Portugal e serviram de fonte para a literatura popular. Um dos autores brasileiros de literatura de cordel mais importantes, Leandro Gomes de Barros (1865-1918), inspirou-se na obra de Moreira de Carvalho para escrever os folhetos Batalha de Oliveiros com Ferrabrás e A Prisão de Oliveiros. Oliveiros também é personagem de folguedos populares nos países lusófonos em que são encenadas lutas entre cristãos e mouros, como as Cavalhadas. Em 2011, foi publicada uma versão em quadrinhos de A batalha de Oliveiros com Ferrabrás com desenhos do quadrinista e cordelista Klévisson Viana com arte-final de Eduardo Azevedo.